# Symfonie nr. 4 (Moyzes)
Alexander Moyzes  voltooide zijn Symfonie nr. 4 in Es-majeur opus 38 in 1947 en bewerkte het nog in 1957.
Volgens Moyzes’ biograafLadislav Burlas, die aangehaald wordt in het boekwerkje bij de uitgave van platenlabel Naxos begon het werk als muziek bij een hoorspel Herodes Filippus en Herodia van Pavol Országh. Daarna is het nog gebruikt als gelegenheidsmuziek bij een hoorspel over Ľudovít Štúr. Het thema van de symfonie zou zijn de onredelijkheid van oorlog; de Tweede Wereldoorlog was net afgelopen.
Het werk kent drie delen:
- Andante con moto, ma non troppo
- Adagio – Allegro vivace – Adagio
- Allegro moderato

De thematiek van deel een zou nog verwijzen naar genoemd hoorspel. Naxos vergelijkt dit deel met muziek van Jean Sibelius. De stijl van het werk is neoromantisch
Orkestratie:
- 4 dwarsfluiten, 3 hobo’s, 3 klarinetten, 3 fagotten
- 4 hoorns, 3 trompetten, 3 trombones, 1 tuba
- pauken, percussie, 2 harp, celesta
- violen, altviolen, celli, contrabassen